# Pauselijke nuntiatuur in Napels

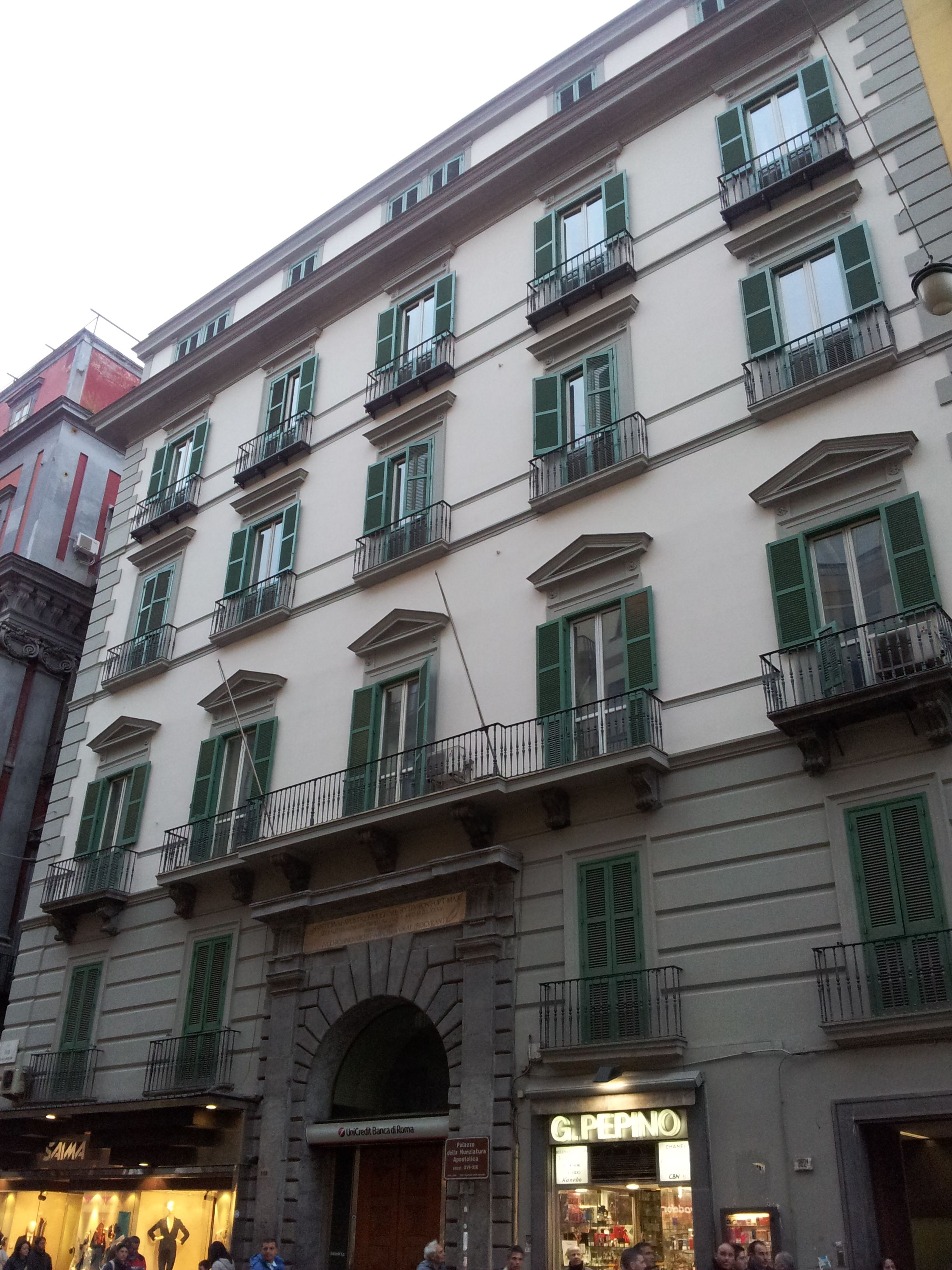
Voormalige pauselijke nuntiatuur (1585-1860) in Napels

Het paleis van de pauselijke nuntiatuur in Napels, Italië, bevindt zich in de Via Toledo. Dit is in de wijk Montecalvario. Van 1585 tot 1860 was het paleis de residentie van de ambassadeur van de Heilige Stoel bij de koning van Napels en later de koning der Beide Siciliën.

## Historiek

### Koninkrijk Napels en Beide Siciliën
Paus Sixtus V besliste dat zijn ambassade in Napels een paleis in de Via Toledo moest zijn. Hiertoe liet hij in 1585 een huis en omliggende grond opkopen. Het werd omgebouwd tot een paleis.
Het paleis van de pauselijke nuntiatuur leed zware schade door het openbarsten van de riolen in 1656. De riolen begaven het omdat er Napolitanen waren die lijken besmet met de pest, in de riolen hadden geworpen. De afloop blokkeerde snel tijdens een uren durende stortbui. De riolen scheurden volgens waarnemers open op explosieve wijze, met grondverzakkingen tot gevolg. De pauselijke nuntiatuur was onbewoonbaar van 1656 tot 1667. Paus Alexander VII liet de nuntiatuur restaureren; architect Bonaventura Presti voegde barokke versieringen toe aan de voorgevel.
In 1826, onder het bewind van het Huis Bourbon in de Twee Siciliën, vond de laatste restauratie plaats. Het gebouw kreeg een neoclassicistisch karakter. Van de barokke elementen van Presti bleef niets over. De 16e-eeuwse ingangspoort uit de tijd van paus Sixtus V bleef evenwel gespaard. Het verwijderen van barok was een wens van het Huis Bourbon. Het doel was de Via Toledo te moderniseren en daarom moesten alle paleizen in deze straat een strak uitzicht krijgen.
Twee nuntii in Napels werden later in hun carrière paus: Giovanni Battista Pamphilj werd Innocentius X en Emilio Bonaventura Altieri werd paus Clemens X.

### Eenmaking van Italië
Kort na de intocht van Garibaldi in Napels vluchtte nuntius Pietro Giannelli weg (september 1860). Het koninkrijk der Beide Siciliën hield op te bestaan. Een pauselijke ambassade in Napels had dan ook geen zin meer. Giannelli vervoegde zich bij koning Frans II die zich verschanste in Gaeta (1860-1861). Nadien volgde Giannelli Frans II in ballingschap in wat nog overbleef van de Pauselijke Staat.
Tot de Eerste Wereldoorlog werd de voormalige nuntiatuur uitgebaat als hotel. Aanvankelijk onder de naam Hotel Regina en later Hotel Toledo. Vervolgens was het gebouw tientallen jaren lang een cinema. De naam van de cinema was Sala Roma; het gelijkvloers en de eerste verdieping waren hiervoor heraangelegd.
Vanaf de jaren 1980 trok de Banco del Santo Spirito in het gebouw. Op het gelijkvloers liet de bank kunstgalerijen en veilingen toe. Omdat de Camorra de touwtjes in handen kreeg bij de veilingen, schafte de nieuwe eigenaar, de Banco di Roma ze af. De winkelruimtes zijn nog altijd in gebruik in het bankgebouw.
- Gemeinsame Normdatei: 4698802-6
- Virtual International Authority File: 238137150